# Ruine Diersburg
Die Ruine Diersburg oder Schloß Diersburg, auch Tiersperg genannt, ist die Ruine einer Höhenburg auf einem 280 m ü. NN hohen felsigen Hügel etwa 1900 Meter südöstlich des Ortsteils Diersburg der Gemeinde Hohberg im Ortenaukreis in Baden-Württemberg.

## Geschichte
Die Burg wurde von den Herren von Diersburg Ende des 12. Jahrhunderts erbaut, und 1197 als „Stein zu Tiersperc“ des Walter von Tiersperc und 1259 als „Diersberg“ erwähnt. Während des 13. Jahrhunderts wurde die Burg erweitert und war im 14. Jahrhundert Ganerbenburg, bis sie im Dreißigjährigen Krieg und 1668 endgültig von den Franzosen zerstört wurde. 1763 wurde die Burg zur Steingewinnung abgebrochen. 1980 bis 1983 wurde die Ruine restauriert.
Die Burg war später im Besitz der Markgrafen von Baden und ist seit 1455 im Besitz der Freiherren Roeder von Diersburg.

## Beschreibung
Die ehemalige Burganlage war eine kleine stark befestigte Anlage mit einer besonderen Kernburg, die über zwei Palasgebäude verfügte, dafür aber keinen Bergfried hatte. Die Bausubstanz zeigt teilweise Buckelquader. Die Schildmauer hatte eine Stärke von drei Meter und die Ringmauer von zwei Meter. Die Anlage ist in Privatbesitz.